# Pan Ling
Pan Ling är en ås i Kina. Den ligger i provinsen Jilin, i den nordöstra delen av landet, omkring 440 kilometer öster om provinshuvudstaden Changchun.
Genomsnittlig årsnederbörd är 946 millimeter. Den regnigaste månaden är juli, med i genomsnitt 197 mm nederbörd, och den torraste är januari, med 6 mm nederbörd.